# فيليكس بيتانكورت
فيليكس بيتانكورت (12 أكتوبر 1945 – 21 يوليو 2014) هو ملاكم كوبي راحل، مثّل بلاده في الألعاب الأولمبية الصيفية 1964.

## روابط خارجية
فيليكس بيتانكورت على موقع أوليمبيديا (الإنجليزية)